# Honey Kisaragi
Honey Kisaragi (如月 ハニー?, Kisaragi Honey) è il personaggio principale di una serie di manga ed anime, creata dal mangaka Gō Nagai nel 1973, come protagonista del manga Cutie Honey. La sua prima apparizione risale al volume 41 della rivista Shonen Champion del 1973. Secondo Nagai, Honey è il primo personaggio femminile ad essere protagonista di un manga shōnen.

## Il personaggio
Honey Kisaragi è una ragazza bionda ed affascinante apparentemente normale. In realtà Honey è l'identità segreta di Cutie Honey, un androide di aspetto femminile, che in caso di bisogno può assumere più identità alternative, ognuna di diverso aspetto e dotata di poteri ed equipaggiamenti speciali, di cui la principale è per l'appunto quella di Cutie Honey, una spadaccina dai corti capelli rossi. In ognuna delle produzioni anime e manga, di cui è protagonista, la storia di Honey Kisaragi è differente, benché siano presenti alcuni elementi che accomunano ognuna di queste versioni della storia. Infatti, in tutte le produzioni, Cutie Honey è stata creata da uno scienziato, affinché gli facesse da figlia, e per lungo tempo è stata all'oscuro della propria identità. Honey prende coscienza della propria natura di androide quando suo padre viene ucciso dall'associazione «Panther Claw» («Artiglio della Pantera»). A questo punto Honey, forte dei propri poteri, decide di combattere la crudele associazione.

## Poteri speciali
Per tutta la serie originale ed in quelle successive, Cutie Honey è dotata di una vasta gamma di poteri ed attacchi che le tornano utili per combattere i crudeli emissari del Panther Claw. Fra le sue attività base, si può citare la sua capacità di guidare o pilotare qualunque veicolo costruito dall'uomo, anche quando è in una delle sue forme alternative; è inoltre in grado di effettuare balzi di oltre un centinaio di metri, muoversi a velocità supersonica anche sott'acqua, ed essere resistente alle temperature estreme come quelle del mare artico o dell'interno di un vulcano. Honey inoltre possiede numerosi gadget fra cui degli occhiali a raggi X, benché questi vengano utilizzati solo quando non è trasformata, orecchini in grado di amplificare il sonoro anche da grandi distanze, e stivali in grado di farla muovere su superfici verticali o sul soffitto. La sua arma principale è un affilatissimo boomerang mimetizzato da bracciale per il braccio e chiamato Honey Boomerang, in grado di tagliare quasi qualsiasi materiale. Inoltre la gemma sulla sua collana, chiamata Element Change Device, può emettere un potente laser chiamato Honey Beam. Per sferrare i propri colpi finali, Honey utilizza il fioretto d'argento (Silver Fleurette), una affilatissima spada. In alcune occasioni, la spada è stata utilizzata anche per creare dei vortici sottacqua, chiamati Honey Storm e sparare fuoco dalla sua lama. Infine, Honey può utilizzare una combinazione della Silver Fleurette e della Element Change Device per creare il potentissimo colpo Honey Special'.

## Doppiatrici ed attrici
La prima doppiatrice di Cutie Honey nella serie televisiva del 1973 è stata Eiko Masuyama, in precedenza voce di Midori Hayakawa in Mimì e le ragazze della pallavolo. Nell'adattamento francese dell'anime, intitolato Cherry Miel, il suo ruolo fu preso dalla doppiatrice Virginie Méry.
In Shin Cutie Honey, il personaggio è stato doppiato da Michiko Neya. In Italia il personaggio di Honey è stato doppiato da Francesca Fiorentini in occasione dell'uscita della serie OAV Shin Cutie Honey, prima serie del franchise adattata in lingua italiana.
Nel 1997 in occasione della serie televisiva Cutie Honey Flash, il personaggio è stato doppiato da Ai Nagano nell'adattamento originale e da Gundi Eberhard nell'adattamento in lingua tedesca.
L'attrice Eriko Satoh ha interpretato il ruolo di Cutie Honey nel film del 2004, mentre Yui Horie l'ha doppiata nella serie di OAV Re: Cutie Honey.
In Cutie Honey Universe Honey Kisaragi è doppiata in originale da Maaya Sakamoto, mentre in italiano da Katia Sorrentino.